# Non Expedit
Non Expedit (em latim para "Não é conveniente") foram as palavras com as quais a Santa Sé ordenou aos católicos italianos a política de abstenção nas eleições parlamentares da Itália.

## História
A frase "não é conveniente" há muito tempo é usada pela cúria romana para indicar uma resposta negativa por razões circunstanciais. 
A política papal foi adotada após a promulgação da Constituição do Reino da Itália (1861), e a introdução de leis relacionadas à Igreja Católica e, principalmente, às ordens religiosas (1865-1866). A Santa Penitenciária fez um decreto em 29 de fevereiro de 1868, no qual sancionou o lema; "Não expedir - nem eleitor nem eleito". Até então, havia no jovem parlamento italiano alguns eminentes representantes de interesses católicos, por exemplo Vito d'Ondes Reggio, Augusto Conti e Cesare Cantù.
Pio IX declarou em uma audiência de 11 de outubro de 1874 que o principal motivo desse decreto era que o juramento dos deputados pudesse ser interpretado como uma aprovação da alegada espoliação da Santa Sé. Além disso, em vista da lei eleitoral daquele momento, pela qual o eleitorado foi reduzido para 650.000, seria inútil tentar impedir a aprovação de leis que o Vaticano não aprovou.
Em algumas partes da Itália (Parma, Modena, Toscana, Estados Pontifícios e Reino de Nápoles), alguns católicos eram partidários dos príncipes despossuídos e podiam ser denunciados como inimigos da Itália. Eles também teriam divergido dos católicos do Piemonte e das províncias que faziam parte dos Habsburgo na Áustria, e essa divisão teria enfraquecido ainda mais o grupo parlamentar católico.
Esta medida não obteve aprovação universal. Os moderados acusaram o Vaticano de falhar em seu dever para com a sociedade e com o país recém-unificado.
Em 1882, prolongado o sufrágio, Leão XIII levou em consideração seriamente a abolição parcial das restrições estabelecidas pelo Non Expedit, mas nada foi realmente feito (cf. "Arquivo para Kathol. Kirchenrecht ", 1904, p. 396). Pelo contrário, como muitas pessoas chegaram à conclusão de que o decreto Non Expedit não tinha a intenção de ser absoluto, mas era apenas uma advertência feita para aplicar em uma ocasião específica, o Santo Ofício declarou (30 de dezembro de 1886) que a regra em questão implicava um preceito grave, e ênfase foi dada a esse fato em várias ocasiões subsequentes (Carta de Leão XIII ao Cardeal Secretário de Estado, 14 de maio de 1895; Congregação para Assuntos Extraordinários, 27 de janeiro de 1902; Pio X, Motu proprio, 18 de dezembro de 1903)  
Mais tarde, Pio X, por sua encíclica "Il fermo proposito" (11 de junho de 1905), modificou o Non Expedit, declarando que, quando havia a questão de impedir a eleição de um candidato "subversivo", os bispos podiam pedir a suspensão da regra e convidar os católicos a se manterem prontos para ir às urnas. (Veja Giacomo Margotti.)
A política papal foi finalmente cancelada em 1918.     
Nos anos posteriores, particularmente após o estabelecimento da Cidade do Vaticano ter assegurado ao papado o seu lugar na Itália, políticos não católicos reclamariam que a Santa Sé fez muitas recomendações aos eleitores italianos. 